# История Приневья до XVIII века
История Приневья до XVIII века — охватывает историю дельты Невы и окружающих её территорий от эпохи древности до начала XVIII века, до основания Петром I Санкт-Петербурга в 1703 году. Дельта Невы сформировалась в её привычной форме примерно 1000 лет назад. Первые люди появились там в эпоху неолита, V—II тыс. до и. э. На протяжении долгого времени там устраивали стоянки финно-угорские народы, до прихода туда славян ближе всего к Приневью жили ижора.
С основанием государства Рюрика, в эпоху Новгородской Руси и затем Московского царства Нева была частью торгового пути и стоянкой для торговцев, где перегружали товары с глубоководных на мелководные судна и наоборот. Территория Приневья становилась целью для постоянных посягательств варягов, а затем шведов. Первые задокументированные поселения стали появляться на берегах Охты после разгрома Ландскроны. Тогда же шло активное освоение русскими территорий Приневья, у Охты образовывались русские и ижорские поселения, так как эта территория была лучше защищена он наводнений.
В XVII веке Приневье вошло в состав Шведской Ингерманландии, которая возвела на мысу Охты крепость Ниеншанц и при нём построили портовый город Ниен. Хотя русско-ижорские деревни продолжали существовать, они постепенно вытеснялись финскими переселенцами из подконтрольных Швеции территорий.
В середине XV — конце XVII века на территории будущего Санкт-Петербурга и пригородных территорий существовало 900—1000 поселений. Из-за особенности местности поселения представляли собой «гнёзда» — с основным крупным поселением на сухом участке земли, с малыми поселениями и хуторами, соединённым через водные или сухопутные пути.
Вопреки распространённому мифу о Петербурге, построенным на пустой болотной местности, территории Приневья не были пустынными, имели сложную систему сельского расселения со стабильными сухопутными и водными путями. Наибольшая концентрация поселенческих массивов располагалась в устье Охты.

## Формирование местности
Ландшафты Невского края формировались в период последнего валдайского оледенения, длившегося от 80 до 20 миллионов лет назад. Территория будущей дельты Невы освободилась от льда примерно 12400 тысяч лет назад. Между Балтикой и Ладогой сформировалось огромное озеро, в том числе на территории Приневья. Территория будущей дельты Невы оказалась на дне водоёма.
11 000 лет назад озеро в районе Южной Скандинавии объединилось с Атлантическим океаном и стало Иольдиевым морем. 9500 лет назад водоём снова оказался изолированным и стал Анциловым озером. 7500 — 4000 лет назад, с появлением пролива в Северное море, озеро стало Литориновым морем. В этот период уровень воды на территории будущей дельты Невы был выше, современных островов не существовало. Река, проходившая через нынешнее Приневье и впадавшая в Литориновое море, протекала из Тосны и условно называется Пра-Тосна. Мга или тогда Пра-Мга же впадала в Ладожское озеро. Между обоими реками существовал небольшой водораздел.
Формированию современной территории Приневья предшествовал прорыв воды из Ладожского озера в Балтийское Море, в результате объединения Пра-Тосны и Пра-Мги и в итоге — образования Невы. Неизвестно, был ли это постепенный процесс или был вызван катастрофическим наводнением. Предположительно название реки «Нева» было дано западными индоевропейскими племенами, ставшими свидетелями её прорыва из Ладожского озера в Финский залив. Устье Невы в эпоху древности представляло собой широкий пролив шириною в 7,5 — 19 километров. В самых ранних упоминаниях Нева описывалась как короткий пролив.
Постоянные наводнения меняли ландшафты, расположения водоёмов и притоков Приневья. Современные острова, на которых построен Санкт-Петербург, начали образовываться на рубеже первого и второго тысячелетий. Эти выводы сделаны на основе топографических съёмок 1718, 1828 и 1864 годов, показывавших постепенное увеличение площади тогда ещё не укреплённых берегов островов. С учётом годового прироста они должны были возникнуть примерно 900 лет назад. Предположительно вначале это был один остров, который в процессе размывания разделился на несколько, предположительно Малая Нева появилась в XIII веке. Из-за недостатка протоков, разделявших напор воды, размывание могло сопровождаться катастрофическими событиями, делавшими острова едва ли пригодными для жизни. В процессе дальнейшего дробления островов и появления всё большего количества протоков процесс размывания становился всё более плавным и незаметным.
- Ладожское озеро и Финский залив как часть Балтийского ледникового озера (12200 — 10500 лет назад). Голубая линия — граница покровного оледенения 13 300 лет назад
- Ладожское озеро и Финский залив (9300 — 9200 лет назад)
- Финский залив и Ладожское озеро в период максимума Ладожской трансгрессии перед появлением Невы (4500 — 2500 лет назад). На карте видны реки Мга и Тосна, а также водораздел между ними

## Заселение людьми
Первые свидетельства нахождения людей эпохи неолита (V—II тыс. до н. э.) найдены на древнем морском побережьe, располагавшимся в районе нынешнего Сестрорецкого разлива и у устья Охты. Люди устраивали там временные стоянки для запорного рыболовного промысла, мастеря заграждения-ловушки. Этот способ рыбной ловли сохранился в Восточной Европе по сей день. Также имеются сведения о находках пребывания древних людей выше по течению Невы. В эпоху раннего железного века I тыс. до. н. э. — середины I тыс. н. э. — появились первые поселения, о чём свидетельствует очаги, фрагменты керамики и хозяйственные ямы. Это также совпало с формированием почвенного покрова в этой местности. Однако подобные находки оставались редкостью, ближайшие поселения находились в Финляндии, Карелии и Эстонии.
Прибывшие сюда первые люди были связаны с культурами ямочно-гребенчатой, текстильной керамики и являлись финно-угорскими народами. Эти племена описывал в 98 году н. э. римский историк Корнелий Тацит, упоминая, что у них не было оружия, лошадей, постоянного крова. Они занимались охотой, одежду делали из шкуры, строили шалаши. Тацит замечал, что эти племена не утруждали себя работами на полях и строительством домов, но выживали в крайне тяжёлых условиях, обеспечивая себя простым, достаточным для выживания бытом. Для охоты они использовали стрелы с костяными наконечниками. Мало известно о том, как первые люди осваивали Приневье, из-за почти полного отсутствия археологических следов. Нехватка археологических находок также может объясняться их уничтожением при строительстве Санкт-Петербурга в XVIII—XIX годах.
Северные территории, в том числе и Приневье вплоть до XVI—XV веков, населяли преимущественно финские народы. На рубеже I и II тысячелетий, на берегах Невы жили ижора, они считаются коренным народом Приневья. Восточные славяне (ильменские словене и кривичи) постепенно заселяли эти территории в VIII—IX веках после вхождения территории в состав Новгородской Руси. Процесс колонизации был медленным из-за недостатка там плодородных земель, а также из-за нестабильной границы из-за постоянных нападений шведов. В конце XVII века в период шведского владычества территорию Приневья активно заселяли финские переселенцы — шведские подданые, которые в свою очередь сформировали этнос ингерманландцев и который также принято считать коренным для Приневья.

## Новгородская Русь
Устье Невы входило в состав Ижорской земли. Стремление жителей севера Восточной Европы наладить водные торговые пути и защитить себя от варяжских вторжений привело к формированию политического союза между славянами и финно-угорскими народами и созданию Древнерусского государства. С этого момента территория Приневья попала в сферу влияния Руси. Эти события описаны в Повести временных лет от 859 года.
В эпоху Новгородская республики Нева стала частью магистрального водного пути «из варяг в греки» и «из варяг в арабы», став важным транзитным центром. Одновременно суровые погодные условия и постоянная военная угроза со стороны моря не позволяли у её берегов создавать постоянные поселения. Ближайшим торгово-ремесленным центром славянских и финских племён было Ладожское поселение в VI—IX веках. Хотя Новгородская Русь оказывала экономическое и культурное влияние на территории Приневья, датой её очевидного вхождения в состав этого государства принято считать 1164 год по итогу поражения шведов в Битве на реке Воронежке в 1164 году.
Хотя устье Невы находилось во владении Новгородской Руси, граница расселения славян находилась в нескольких десятках километров от побережья. Ближе всего к устье Невы обитали ижорские племена, но и их поселения располагались на приличном расстоянии от воды. Ближайшим городом и единственным портом северо-западной Руси была Ладога. По мнению археолога Зориана Доленга-Ходаковского, из-за постоянных угроз нападений варягов новгородские словене предпочитали селиться подальше от морского берега.
Следы существования постоянных поселений на Приневье не были обнаружены, однако они могли тогда существовать, но археологические следы, скорее всего, были уничтожены при размывании территории и позже строительстве Петербурга или пока не обнаружены. Множество факторов препятствовало расселению здесь людей — геологическая нестабильность местности, постоянные наводнения, суровые климатические условия, заболоченность территорий, многочисленность рек, топей, нестабильные границы.

### Торговля
В эпоху раннего Средневековья по Неве проходил Волжский торговый путь, игравший крайне важную роль в экономике Древней Руси, Балтики и Северной Европы.
Археологами у устья Невы и побережья Финского залива были обнаружены монеты, отчеканенные в Западной Европе и на Арабском Востоке. Предположительно у Невы заморские купцы обустраивали временные торговые палаты, куда прибывали местные жители из близлежащих поселений. Торговцам в любом случае приходилось задерживаться в районе устья Невы и устраивать стоянки, так как здесь менялись условия плавания и требовалось перегружать товары на мелководные судна и наоборот. Пребывавшие с Запада немецкие и готские купцы перегружали товары с крупных немецких коггов на русские речные ладьи, предназначенные для мелководья.
Часто местом стоянки становился остров Котлин на Финском заливе. Здесь торговцы могли переждать непогоду, дождаться попутного ветра и укрыться от нападения с суши. Торговцам также дозволялось рубить древесину по берегам Невы. Безопасность прохода купеческих караванов обеспечивала морская стража.

### Вторжения шведов и оборона
Дельта Невы становилась постоянной целью для вторжения шведов, о чём упоминают скандинавские саги. Контроль над Невой также означал и контроль над важнейшим транзитным пунктом в международной торговле. В начале вторжения устраивали варяги, для них было типично устраивать грабительские рейды на торговые суда. Позже вторжения происходили силами Тевтонского ордена и Шведского королевства. В период между X — началом ХII веков вторжения не упоминаются, так как в то время территория Приневья входила в состав буферного Ладожского ярлства, которое выплачивало дань шведам.
Первый подробно описанный военный конфликт на территории — Невская битва, произошедшая в 1240 году, когда молодой Александр Невский разгромил шведское войско и сохранил выход в Балтику. Уже после основания Санкт-Петербурга Пётр I у места побоища возведёт Александро-Невскую лавру и перенесёт туда мощи Александра Невского. Несмотря на итоги Невской битвы, вторая половина XIII века сопровождалась дальнейшими попытками шведов вторгнуться в Ладогу. Не известно, сколько битв происходило у дельты Невы, так как далеко не все они были освидетельствованы.
Известно, что в начале XIII века в устье Невы располагался сторожевой пост ижорских дружинников под командованием воеводы Пельгусия, охранявшие входы в Неву. Из текстов летописей и шведских хроников становится ясно, что в дельте Невы и у острова Котлин располагались два фарватера — «Старый фарватер» тянулся в сторону Невы из западной части Финского Залива, севернее острова Котлин и, подходя к дельте Невы, разделялся на две части — между нынешними Крестовским, Елагиным и Каменным островами и Финским берегом. Ответвление или «Средний фарватер» шло между Васильевским и Петровским островами. Предположительно дружина Пельгусия располагалась на западной оконечности нынешнего Крестовского острова.

## Ландскрона
В 1300 году в ходе успешного похода шведского правителя Торгильса Кнутссона шведы завоевали Приневье и решили закрепиться на устье реки Охты, возведя там первую крепость — Ландскрону. Шведы хотели обрезать торговое сообщение между Русью и Балтикой. Охтинские земли были защищены от постоянных и типичных для этого региона наводнений. Здесь пересекались сухопутные пути между Новгородом, Ижорской землёй, Карелией и Финляндией. Также территория мыса, с двух сторон защищённая водой, позволяла обороняться от новгородских войск.
Устье Охты в итоге стало основным поселенческим массивом, остававшимся таковым вплоть до основания Санкт-Петербурга. Сама Ландскрона представляла собой мощную крепость с сильным гарнизоном и камнемётными машинами. Тогда устье было на 10 метров шире. У устья Охты была устроена гавань с помостом между кораблями, чтобы их не смывало во время бурь. Для дополнительной защиты от русских войск шведы прорыли сплошной ров между Невой и Охтой. Над рвом была построена стена с восемью башнями и бойницами.
Так как населявшие окружающие земли коренные ижоры лояльно относились к новгородцам, шведы попытались добиться их лояльности террором и запугиванием. Они устраивали грабительские рейды на близлежащие деревни, поджигали их и чинили массовые убийства. В итоге Ландскрона пребывала во враждебном окружении. Когда Нева замёрзла, шведские войска оказались не в состоянии пополнять продовольственные запасы и массово гибли от голода и цинги. К весне 1301 года крепость почти опустела, что позволило новгородцам и ижорам взять и разрушить её до основания уже в этом году.

## Поселения при русских государствах
Успешное вторжение шведов в устье Невы в 1300 году показало важность укрепления этой земли. В 1323 году новгородцами в истоках Невы была сооружена крепость Орешек. Её появление значительно упрощало оборону Ижорской земли, в том числе и Приневья. На освоенных шведами участках земли начали образовываться постоянные русские и ижорские поселения. Первые русские поселенцы размещались на охтинском мысу, на котором располагалась Ландскрона и которую новгородцы уничтожили вплоть до крепостного холма. Названия поселений неизвестны, они упоминались в летописях как «волость на реке Неве у моря» или «деревня на усть Охты». Значительная часть «русских» состояла из принявших русскую культуру и православие ижоров.
Писцовая книга Водской пятины от 1500 года описывала русско-ижорские поселения в нижнем течении Охты, принадлежавшие Грузовым и Офонасовым — двум старинным боярским новгородским родам. Вероятно, общий предок Грузовых и Офонасовых связан с появлением этих поселений до XIV века. Когда поселения вошли в состав Московского княжества, они стали частью Водской пятины. Москва стремилась ослабить влияние новгородских бояр, переселяя их в центральную часть государства и, наоборот, переселяя на бывшие новгородские земли московские княжеские рода или бояр, находившихся на царской службе. Так, поселения на реке Неве у моря были пожалованы дворянскому роду Одинцовым.
Согласно переписи от 1496 года, в состав волости на реке Неве у моря входили пять деревень с 32 дворами. К 1500 году дворов уже было 44. Упоминаются имена нескольких деревень — Корабельница и Ахкуево, располагавшиеся вблизи устья Охты, Кулза — на побережье у моря, Усть-Охта — на обоих берегах при впадении Охты в Неву. Минкино — в излучине правого берега Охты. Жители этих поселений занимались сельским хозяйством, ловили рыбу. Значительная часть жителей Усть-Охты состояла из «поземщиков», то есть они не занимались сельским хозяйством и платили денежные налоги в казну. Они зарабатывали на торговле, и, вероятно, Усть-Охта сформировалась, как главный торговый центр в XVI веке. Предположительно, именно Усть-Охта упоминается как «Невское устье» или «Невский городок», где торговали русские и европейские купцы. Побывавший там в 1521 году комендант Выборгского замка Ролов Матсон рассказывал о небольшом городке, бывшим известным торговым центром, где перегружали товары с глубоководных лодок на мелководные и где местные лоцманы проводили торговцев по Неве в реку Волхов. В основном это были соль и сукно. Располагавшаяся поблизости деревня Корабельница, исходя из названия, могла быть местом стоянки морских судов, прибывавших из Балтики.
Торговля на Неве упоминается отрывочно в разных документах XVI века. Например, донесение выборгского губернатора Ролова Матсона от 1521 года сообщает об организованном разбойном нападении на русский торговый город и шведско-датские торговые судна. Этот документ впервые упоминал о городе на Неве, хотя под «городом» могла пониматься крупная деревня с чертами городского поселения. «Город на Неве» неоднократно упоминался в шведских документах во второй половине XVI века в рамках завоевательного похода шведов.

### Период вторжений и опричнины
В 1555 году шведы вторглись в устье Невы, но не сумели взять Орешек и вскоре покинули устье Невы из-за встречного ветра и нападавших русских войск. В 1574 году был совершён второй поход на Неву, и шведский король Юхан III приказал сжечь там два купеческих города — Орешек и неназванное торговое поселение у устья Охты. В ходе очередной войны в 1583 году на месте разрушенных укреплений на Неве шведы до своего отхода успели возвести крепость из земли и дерева.
Хотя Невский городок продолжал упоминаться в таможенных книгах в 1599—1603 годах, другие упоминания свидетельствуют об упадке и запустении земель в устье Невы в результате нападений шведов, опричных грабежей, неурожаев, наводнений и слишком высоких налогов. По состоянию на 1573 год территории у Охты находились во владениях боярина Ивана Хорошева и при нем запустели. Запустели такие деревни, как Минкино и Усть-Охта . Также упоминалась церковь Михаила Архангела, построенная на поле битвы под Ландскроной в память о падших воинах. Также у церкви на берегу Охты упоминались корабельная пристань, «Государев гостиный двор» и дворы Богдана Хорошева. На другом берегу располагались дорогие усадьбы Хорошева.
Согласно шведским картографическим материалам, через Охту проходил мост. Королевский двор занимал возвышенное место посередине мыса. Сами освоенные территории в нижнем течении Невы были достаточно малы, так как для расширения жизненного пространства требовалось осушать землю, заниматься раскорчевкой и распашкой. На территории мыса также существовали укрепления.
С 1555 года в качестве пункта сбора русских войск упоминалось Спасское село на левом берегу Невы напротив устья Охты. Там располагался храм Преображения, что указывало на то, что село было крупным. В XVI веке у устья Охты и на территории современного Смольного монастыря развивалось поселение Невское устье с чертами городского центра. Его отдалённое расположение от устья Невы оберегало его от частых наводнений и нападений с моря, также оно располагалось на пересечении основных торговых путей. К началу XVII века оно быстро росло и развивалось. Падячий Афанасий Бражников описывал, как в Невском устье прибывали иностранные купцы, торговали на улице или платили пошлины при переправе в Орешек или Новгород. У поселения были все предпосылки вырасти в полноценный город, но его ослабляли и разоряли постоянные нападения шведов и опричнина. После завоевания территории шведами в начале XVII века город перестал существовать.

## Шведское завоевание, Ниеншанц
В ходе очередной русско-шведской войны ослабленная эпохой Смуты Россия потеряла контроль над Корелой и Приневьем. В 1610 году шведской король Карл IX приказал соорудить крепость на Неве, чтобы закрепить там шведское присутствие. Орешек после взятия шведами стал Нотеборгом. Шведы стремились как можно быстрее достроить крепость и для этого они сгоняли местных крестьян. Нюенсканс (Ниеншанц), или Невское укрепление, было достроено в 1611 году. Шведы намеревались закрепить власть над карельскими и ижорскими землями, и Ниеншанц выступал важным опорным пунктом и позволял контролировать водные коммуникации. Вскоре шведы завоевали все ижорские земли, Новгород и осадили Псков. По итогам войны Россия оказалась отрезана от Балтийского моря, Ладожского и Чудского озёр.
Ниеншанц является немецким вариантом названия крепости Нюенсканс. Русские современники назвали крепость и посад при нём Канцами. Центральной частью крепости был «королевский двор», построенный на мысу Охты при впадении в Неву — двухэтажное сооружение с башнями. Строение окружали внушительного размера земляные укрепления в форме шестиугольника с бастионами. Вороты в крепостных валах вели к мосту через Охту и на берег Невы. В ходе археологических раскопок была обнаружена вымостка из каменной плиты для прохода по топкому прибрежному грунту. Вплоть до конца существования Ниеншанца, продолжались работы по строительству новых укреплений и линий оборон. Проблема оказалась связана с городом Ниеном, выросшим у крепости, так как противник при осаде мог взять город и использовать его здания для укрытия. Обсуждались планы по строительству новых бастионов вокруг города, но так и не были реализованы до конца.
Уже в 1656 году русские предприняли попытку вернуть контроль над Карелией и вошли в недостаточно укреплённый Ниен. Они сожгли около 500 домов, запасы хлеба и убили не успевших скрыться жителей. Вскоре, в 1657 году, шведы в рамках ответного наступления вернули контроль над территорией, но среди солдат разразилась чума. В 1670-х годах обсуждались планы по переносу города с правого на левый берег Охты, чтобы спрятать его в пределах новой крепости, однако их реализация откладывалась из-за недостатка денежных средств. Короля Швеции Карла XII предупреждали о неудовлетворительном состоянии оборонительных сооружений Ниена и что город не выдержит осаду вражеского войска. Работы по возведению новой крепости начались только в 1699 году.

### Город Ниен
В окрестностях шведских укреплений, в устье Охты, вырос город Ниен. Для строительства своего посада шведы использовали ранее освоенные земельные территории из-за сложности осушки болотной местности. Сам Ниен вырос на месте русского поселения Невское устье, и современники отожествляли его с этим поселением. Известно, что основной доход поступал от пошлин, взымаемых с торговых судов, а также от местных жителей, торговавших с торговцами. В устье Охты располагалась стоянка судов и велась международная торговля. Развитие нового торгового центра не устраивало купечество Выборга, Нарвы и Ревеля, и под их давлением посещение иностранных торговых кораблей в Ниен было временно запрещено.
Как полноценный город Ниен начал упоминаться с 1632 года, рассматривался как центр русско-шведской торговли и с 1638 года получил равные права в торговле с городами восточной Прибалтики и в том числе право принимать иностранные торговые судна и отправлять собственные в другие города, в том числе и в Россию. Фактически город существовал за счёт торговли с Россией. В 1642 году Ниен получил собственное городское управление, штат должностных лиц и собственный герб. В голоде появились постоялый и почтовый дворы. Чтобы Ниен развивался и как ремесленный центр, в четырёх милях вокруг него было запрещено заниматься ремёслами. Городским магистратом управляли три бургомистра, отвечавших по отдельности за правосудие, правопорядок и строительство. Городской совет избирался ремесленным и торговым сословием.
Два главных архитектора следили за строительными нормами и внешним обликом зданий и строений. Поступавшие в городскую казну налоги использовались для оплаты госслужащих, строительства общественных зданий, ремонта дорог, инфраструктуры, защитных сооружений. Для Ниена была типична усадебная застройка с прямоугольной и радиальной планировкой улиц. Планировочная структура подчинялась направлениям дорог в Нотенбург, Выборг и Кексгольм. Ширина улиц в центре достигала 10 метров, плотно застроенные здания формировали единую линию. Городской центр, называемый «старым городом» располагался на возвышенном правом берегу Охты. Ниен украшали ратуша и церкви, выполненные в готическом стиле. В городе незадолго до его разрушения обсуждался план строительства университета. Жилые здания были выполнены по технологии фахверк. Город был связан с крепостью Шеппсбруном — деревянным разводным мостом через Охту. У города располагались сломоварня и канатный двор, связанные с судостроительством. Расширение Ниена шло медленно из-за заболоченности местности и необходимости возводить новые бастионы для защиты города. Население города к концу его существования составляло 2 — 2,5 тысяч человек. Ниен стал четвёртым крупнейшим городом Швеции.
Шведы стремились привлечь немецких дворян и наделяли их особыми привилегиями. В итоге немцы стали самой богатой прослойкой населения Ниена и в определённый момент составляли основную часть населения. Немецкий язык стал основным в городе. Население города быстро росло, особенно между 1633 и 1644 годами. Часть русского населения осталась здесь после перехода земель к Швеции, о чём свидетельствуют русские фамилии в переписях среди полноправных горожан. Однако большая часть их состояла из шведов, немцев и финнов, которые переселились туда после признания Ниена городом.
Известно, что русские имели право селиться в городе при условии принятия лютеранской веры, строительства каменного здания и уплаты податей. В Ниене существовали русские торговые лавки и одна торговая контора. В конце XVII века многие врачи Ниена были русскими. Русские купцы, закупавшие европейские товары для переправки в Россию, были постоянными гостями в Ниене, и в городе в 1637 году построили для них русский гостиный двор.

### Невские поселения и демографический переход
После взятия территории шведами русские и ижорские крестьяне постепенно переселялись на российские территории. В 1656 году шведы провели карательную экспедицию против местных крестьян по итогам провальной попытки России вторгнуться в Ингерманландию. Тогда православное население встало на сторону русских войск. Одной главных причин массового исхода местного населения стал запрет православия и насаждение лютеранства. Шведы для закрепления власти начали массовое заселение на опустевшие земли шведскими поддаными.
Королевство жаловало опустевшие земли шведским дворянам, которые заселяли туда своих крестьян из Финляндии, на территорию Приневья прибывали десятки тысяч финнов. Это были эвремейсы из северо-западной части Карельского перешейка и савакоты из восточной области Великого герцогства Финляндского Саво. Вместе с оставшимися ижорами и русскими, подвергшимися принудительной лютеранизации, они стали частью этноса ингерманландцев, который принято считать коренным в том числе для территории Приневья. Демографический переход нашёл отражение в изменении топонимики многих поселений после 1560-х годов в связи с демографическими изменениями. Русские или ижорские населённые пункты получали шведские или финские кальки. Например, серия поселений вдоль Невы была переименована следующим образом: Са́брина → Saberla; Враловцина → Larvala Krogh; Сюврюна → Sluterhoff; Кандуя → Kiafe. Территории бывших русских деревень у Охты также приспосабливали под нужды Ниена, например там строили амбары, казармы, складские дворы, производства, церковное владение.
Крупнейшим населённым пунктом с основным православным русскоговорящим населением был Спасский погост, или Спасское поселение. Эта была обширная территория, располагавшаяся на территории нынешних Красногвардейского и Невского районов. Деревня была уничтожена шведскими войсками в 1656 году, тела местных жителей были похоронены в братской могиле у местной церкви. Известно о существовании православного прихода у Ниена, построенного для жителей Спасского села и ближайших русских и ижорских деревень.

## Влияние на развитие Санкт-Петербурга
Вопреки распространённому мифу о городе, построенном на пустом болоте, территории Приневья не были пустынными, имели сложную систему сельского расселения со стабильными сухопутными и водными путями. Миф о строительстве города на пустом болоте мог поддерживаться сторонниками Петра для возвеличивания его подвигов, а также чтобы подчеркнуть искусственный и плановый характер города в противовес «хаотичной» Москве. Также этот миф мог носить негативную коннотацию о городе как детище царя-тирана, противоестественном и оттого обречённом на погибель.
При строительстве и расширения города шёл процесс плавной реконструкции веками устоявшейся и стабильной сети поселений в городские пространства. Сотни километров раннее существовавших сухопутных путей стали основой для многих городских улиц, магистралей, городских, пригородных ансамблей, систем дорог, трактов, элементов водных систем итд. Например, это Суворовский или Лиговский проспекты. Существовавшие системы поселений, размещавшиеся группами и гнёздами предопределили конфигурацию городской застройки и композиционную раздробленность исторического центра. Многие административно-территориальные единицы XVIII—XIX веков проходили по трассировке границ допетровских периодов.
После основания Санкт-Петербурга вдоль дорог, существовавших с XV—XVII веков, шло массовое строительство городских слобод по такому же принципу, как веками ранее здесь строились деревни. Существовавшие ранее деревни вдоль дорог и рек также стали основой городских слобод, остававшихся неизменной частью городских пейзажей в XVIII веке. Многие ныне существующие загородные населённые пункты также преемственно восходят к селениям, существовавшим в конце XV — начала XVI веков.

## Конспирология
В 2010-е годы в Интернете популярность приобрели маргинальные теории о возникновении Санкт-Петербурга и событиях, предшествовавших основанию города. Хотя детали этих теорий могут различаться, они сводятся к идее того, что город якобы с древних времён уже существовал, был построен некой древней цивилизацией/атлантами/великанами/пришельцами и оказался затоплен и погребён под землёй в результате некоего катастрофического события — атомной войны, вторжения пришельцев, попадания метеорита и т. д. Историки якобы знают об этом, но сознательно утаивают правду. Теорию о потерянном древнем городе впервые предложил русский историк Михаил Чулков в конце XVIII века, считавший, что Петербург находился на месте древнего легендарного города Винеты. Тем не менее утверждения Чулкова не имели под собой веских доказательств и носили умозрительный характер. Его выводы основывались не на научных и исторических фактах, а на увлечении мифологией.
Пётр I, по мнению конспирологов, выдал себя за основателя, но на самом деле лишь откопал и благоустроил уже существовавший город. Также в качестве доказательств конспирологи ссылаются на обилие «мегалитов» — гранита и массивных монументальных сооружений в городе, которые русские в прошлые века якобы не были в состоянии возвести. В качестве главного примера они приводят Александровскую колонну, с их утверждения, построенную атлантами в древние времена. Также их популярный аргумент — наличие полуподвальных этажей в доходных домах, которые частично ушли под землю в результате потопа, произошедшего в допетровскую эпоху. Конспирологи игнорируют многочисленные документы, карты устья Невы, составленные шведами в разные эпохи до 1703 года, свидетельства и описания создания и строительства тех или иных памятников Петербурга, например подробнейшее освещение перевозки и установки Александровкой колонны.
Популяризаторы альтернативной истории в основном не живут в Петербурге и распространяют свои оригинальные утверждения в видеороликах на YouTube, набирающих сотни тысяч просмотров. Эти люди не имеют высшего образования, обладают поверхностными историческими знаниями и принадлежат к субкультуре конспирологов, отрицающих официальную историю, верящих в палеоконтактное происхождение древних монументальных памятников и другие популярные антинаучные теории, вроде плоской земли. В городе проводятся туры с «альтернативной историей», утверждающие вышеописанную информацию, часть туристов, посещающих Петербург, намеренно ищут в Интернете гидов по альтернативной истории про «откопанный» город.